# Altagracia (Nueva Esparta)
Pour les articles homonymes, voir Altagracia.
Altagracia est la capitale de la paroisse civile de Sucre de la municipalité de Gómez dans l'État de Nueva Esparta au Venezuela.